# Gran Premio d'Argentina 1954
Il Gran Premio d'Argentina 1954 è stata la prima prova della stagione 1954 del campionato mondiale di Formula 1. La gara si è disputata domenica 17 gennaio sul circuito di Buenos Aires ed è stata vinta dall'argentino Juan Manuel Fangio su Maserati; Fangio ha preceduto all'arrivo due dei piloti della Ferrari, l'italiano Nino Farina e il connazionale José Froilán González.

## Vigilia

### Aspetti tecnici
Con la fine della stagione 1953 termina il biennio durante il quale sono stati in vigore per il campionato mondiale di Formula 1 i regolamenti di Formula 2. Nel 1954 vengono dunque introdotti motori da 2,5 litri aspirati o da 750 cm³ sovralimentati. Fa eccezione la 500 Miglia di Indianapolis, la quale continua a disputarsi secondo i regolamenti ancora vigenti per il 1951.

### Aspetti sportivi
Il Gran Premio rappresenta la gara inaugurale della stagione, il primo evento di 9 stabiliti nel calendario del campionato, andando a pareggiare la stagione scorsa, già record per quanto riguarda il numero di gare annuali.
Presente nel calendario del campionato mondiale sin dalla stagione 1953, esso vede la disputa della seconda edizione, tutte e due valide per il mondiale, ad apertura di stagione e sul circuito di Buenos Aires, nella capitale argentina. Per il secondo anno di fila questo evento rappresenta assieme alla 500 Miglia di Indianapolis una delle due corse da disputarsi in America e l'unico Gran Premio di Formula 1 nel Nuovo Mondo.
La gara si svolge il 17 gennaio, un giorno prima rispetto alle precedente stagione del campionato.
Il campione del mondo in carica Alberto Ascari lascia la Ferrari e va in Lancia, debuttante nel corso della stagione, ma deve attendere solo fino a luglio per disputare la prima gara. José Froilán González recupera dall'infortunio che gli aveva fatto saltare le ultime tre gare del 1953 e, dopo aver corso per due stagioni per la Maserati, torna a servizio della Ferrari, dove rimangono Nino Farina, Mike Hawthorn e Umberto Maglioli. La Gordini ingaggia per questo Gran Premio i francesi Élie Bayol e Roger Loyer, oltre a mantenere Jean Behra.

## Qualifiche

### Resoconto
Le qualifiche sono state dominate dalla Ferrari, con la Maserati che fatica con la nuova vettura, la 250F, il cui sviluppo non è ancora ultimato e la quale è difficile da manovrare su pista asciutta. In più ci sono i problemi di lubrificazione del motore e di surriscaldamento dell'olio. Per migliorare il comportamento della vettura, i meccanici della Maserati ha deciso di tagliare due barre dal telaio tubolare per renderlo meno rigido. Solo la vettura dell'argentino Juan Manuel Fangio è stata interessata da questa modifica e in questo modo il campione del mondo è riuscito a registrare il miglior tempo fra le monoposto del Tridente, ma comunque il terzo assoluto dopo le Ferrari di Nino Farina e José Froilán González, separati tra di essi da solo un decimo.
In seconda fila si qualificano la Mike Hawthorn, Maurice Trintignant e Onofre Marimón, il quale per mancanza di pezzi di ricambio è costretto a partecipare alla gara con una vettura della passata stagione, equipaggiata tuttavia con il motore conforme ai nuovi regolamenti. Il pilota argentino Carlos Menditeguy, qualificatosi nono con la sua Maserati privata, a causa della rottura del motore non può prendere parte alla gara.
Nino Farina conquista la quinta e ultima pole position in carriera e, a 47 anni, 2 mesi e 18 giorni, segna il record — ancora imbattuto — del pilota più anziano a ottenere una partenza al palo.

### Risultati
Nella sessione di qualifica si è avuta questa situazione:
| Pos | Nº | Pilota                | Costruttore | Tempo  | Griglia |
| --- | -- | --------------------- | ----------- | ------ | ------- |
| 1   | 10 | Nino Farina           | Ferrari     | 1'44"8 | 1       |
| 2   | 12 | José Froilán González | Ferrari     | 1'44"9 | 2       |
| 3   | 2  | Juan Manuel Fangio    | Maserati    | 1'45"7 | 3       |
| 4   | 14 | Mike Hawthorn         | Ferrari     | 1'47"0 | 4       |
| 5   | 26 | Maurice Trintignant   | Ferrari     | 1'47"7 | 5       |
| 6   | 4  | Onofre Marimón        | Maserati    | 1'47"7 | 6       |
| 7   | 6  | Luigi Musso           | Maserati    | 1'48"2 | 7       |
| 8   | 32 | Roberto Mieres        | Maserati    | 1'49"0 | 8       |
| 9   | 36 | Carlos Menditeguy     | Maserati    | 1'49"2 | –       |
| 10  | 8  | Prince Bira           | Maserati    | 1'49"3 | 9       |
| 11  | 28 | Harry Schell          | Maserati    | 1'50"0 | 10      |
| 12  | 16 | Umberto Maglioli      | Ferrari     | 1'50"2 | 11      |
| 13  | 30 | Toulo de Graffenried  | Maserati    | 1'51"0 | 12      |
| 14  | 24 | Louis Rosier          | Ferrari     | 1'51"6 | 13      |
| 15  | 20 | Élie Bayol            | Gordini     | 1'52"6 | 14      |
| 16  | 22 | Roger Loyer           | Gordini     | 1'52"6 | 15      |
| 17  | 18 | Jean Behra            | Gordini     | 1'53"0 | 16      |
| 18  | 34 | Jorge Daponte         | Maserati    | 1'56"7 | 17      |

## Gara

### Resoconto
Nino Farina parte in testa seguito dalla Maserati di Juan Manuel Fangio e dalle Ferrari di Mike Hawthorn e José Froilán González. Fangio fatica a tenere il passo di Farina. González aumenta il ritmo e al quarto giro sorpassa il compagno di squadra Hawthorn, portandosi in terza posizione. Dopo altri due giri supera anche il connazionale e si porta in seconda posizione, segnando inoltre il giro più veloce in gara a una media di 130 km/h. Alla quindicesima tornata passa in testa alla gara superando anche Farina. Nel frattempo il britannico ha sorpassato Fangio e in questo momento le Ferrari occupano le prime tre posizioni e acquistano terreno sulla prima Maserati.
Dopo trenta giri, le Ferrari, sempre guidate da González, hanno più di trenta secondi di vantaggio su Fangio. Intorno all'ora di gara inizia a piovere e la pista diventa scivolosa. Il leader della corsa va in testacoda ed esce di pista; riesce a rientrare in gara ma perde tre posizioni. Farina sale per poco in testa ma entra subito ai box per montare la visiera sul casco. Hawthorn sale quindi in prima posizione, davanti a Fangio, il quale in queste condizioni di gara è molto più veloce. Dopo solo due giri si porta infatti al comando, avendo guidato quattro secondi al giro più veloce del britannico. Poco dopo anche Hawthorn perde il controllo della propria monoposto, ritrovandosi quarto dietro ai compagni di squadra González e Farina.
La pioggia cessa e le Ferrari tornano in vantaggio. Al quarantasettesimo giro Fangio è nuovamente sorpassato dal connazionale. Dopo due ore di gara torna a piovere e la Maserati riacquista la prima posizione. Nel frattempo Hawthorn, ancora in quarta posizione, va in testacoda e spegne il motore della sua vettura. Spinto dagli spettatori riesce a ripartire ma poco dopo viene qualificato per aver ricevuto un aiuto esterno. Fangio estende il suo vantaggio e quando la pioggia si intensifica entra ai box per montare le gomme da bagnato rientra terzo dietro González e Farina. Durante il pit stop Nello Ugolini, direttore sportivo della Scuderia Ferrari, ha visto cinque meccanici lavorare sulla vettura di Fangio, oltrepassando il limite consentito di tre. Egli fa dunque reclamo e convinto che l'argentino avrebbe subito una squalifica, ordina ai suoi piloti di rallentare il passo, i quali al sessantacinquesimo giro vengono quindi agilmente superati da Fangio.
Juan Manuel Fangio vince con un vantaggio di quasi un minuto e venti secondi sul secondo classificato Nino Farina. Per l'argentino è l'ottavo successo in carriera, e il secondo per la Maserati. Per il costruttore italiano è invece il secondo successo in assoluto in Formula 1. Terzo termina José Froilán González, al decimo podio in carriera e al cinquantesimo in totale per la squadra di Maranello. In quarta posizione, doppiato di un giro arriva il francese Maurice Trintignant, il quale, dopo il quinto posto nell'edizione 1953 del Gran Premio d'Italia, termina a punti due gare consecutivamente per la prima volta in carriera. Gli ultimi due punti in palio sono collezionati dall'altro francese Élie Bayol su Gordini.
Nonostante la protesta di Ugolini, Fangio viene dichiarato vincitore. Il suo reclamo è stato respinto in quanto ufficialmente sono intervenuti solo tre dei cinque meccanici, decisione confermata qualche tempo dopo dalla FISA.

### Risultati
I risultati del Gran Premio sono i seguenti:
| Pos | Nº | Pilota                | Costruttore | Giri | Tempo/Ritiro        | Griglia | Punti |
| --- | -- | --------------------- | ----------- | ---- | ------------------- | ------- | ----- |
| 1   | 2  | Juan Manuel Fangio    | Maserati    | 87   | 3h00'55"8           | 3       | 8     |
| 2   | 10 | Nino Farina           | Ferrari     | 87   | +1'19"0             | 1       | 6     |
| 3   | 12 | José Froilán González | Ferrari     | 87   | +2'01"0             | 2       | 5     |
| 4   | 26 | Maurice Trintignant   | Ferrari     | 86   | +1 giro             | 5       | 3     |
| 5   | 20 | Élie Bayol            | Gordini     | 85   | +2 giri             | 14      | 2     |
| 6   | 28 | Harry Schell          | Maserati    | 84   | +3 giri             | 10      |       |
| 7   | 8  | Prince Bira           | Maserati    | 83   | +4 giri             | 9       |       |
| 8   | 30 | Toulo de Graffenried  | Maserati    | 83   | +4 giri             | 12      |       |
| 9   | 16 | Umberto Maglioli      | Ferrari     | 82   | +5 giri             | 11      |       |
| Rit | 32 | Roberto Mieres        | Maserati    | 37   | Motore              | 8       |       |
| Rit | 22 | Roger Loyer           | Gordini     | 23   | Cambio              | 15      |       |
| Rit | 34 | Jorge Daponte         | Maserati    | 8    | Pressione dell'olio | 17      |       |
| Rit | 4  | Onofre Marimón        | Maserati    | 5    | Incidente           | 6       |       |
| Rit | 24 | Louis Rosier          | Ferrari     | 2    | Incidente           | 13      |       |
| SQ  | 14 | Mike Hawthorn         | Ferrari     | 34   | Squalificato        | 4       |       |
| SQ  | 18 | Jean Behra            | Gordini     | 30   | Squalificato        | 16      |       |
| NP  | 6  | Luigi Musso           | Maserati    | 0    | Motore              | –       |       |
| NP  | 36 | Carlos Menditeguy     | Maserati    | 0    | Motore              | –       |       |

José Froilán González riceve un punto addizionale per aver segnato il giro più veloce della gara.

## Classifica mondiale
| Pos | Pilota                | Punti |
| --- | --------------------- | ----- |
| 1   | Juan Manuel Fangio    | 8     |
| 2   | Nino Farina           | 6     |
| 3   | José Froilán González | 5     |
| 4   | Maurice Trintignant   | 3     |
| 5   | Élie Bayol            | 2     |